# Zodarion murphyorum
Zodarion murphyorum là một loài nhện trong họ Zodariidae.
Loài này thuộc chi Zodarion. Zodarion murphyorum được Robert Bosmans miêu tả năm 1994.